# Alpujarra de la Sierra
Alpujarra de la Sierra ist eine im Jahr 1971 entstandene und aus zwei Dörfern (aldeas) und einem Weiler (pedanía) bestehende südspanische Berggemeinde (municipio) mit insgesamt 931 Einwohnern (Stand: 2024) im Südosten der Provinz Granada in der autonomen Region Andalusien.

## Lage und Klima
Die drei Dörfer bzw. Weiler liegen an einem Südhang der Alpujarras im Quellgebiet mehrerer Bäche (barrancos) gut 106 km (Fahrtstrecke) südöstlich der Provinzhauptstadt Granada in einer Höhe von ca. 1250 m; die Mittelmeerküste bei La Rábita ist ca. 44 km in südlicher Richtung entfernt. Das Klima im Winter ist gemäßigt, im Sommer dagegen warm bis heiß; die für den Süden Spaniens eher hohen Niederschlagsmengen (ca. 530 mm/Jahr) fallen – mit Ausnahme der nahezu regenlosen Sommermonate – verteilt übers ganze Jahr.

## Bevölkerungsentwicklung
| Jahr      | 1857 | 1900 | 1981  | 2000  | 2020 |
| Einwohner | --   | --   | 1.460 | 1.191 | 969  |

Infolge der Mechanisierung der Landwirtschaft, der Aufgabe bäuerlicher Kleinbetriebe („Höfesterben“) und dem daraus resultierenden  Verlust von Arbeitsplätzen ist die Einwohnerzahl der Gemeinde seit ihrer Gründung deutlich gefallen. Zur Gemeinde gehören die beiden Dörfer Mecina Bombarón und Yegen sowie der Weiler Golzo.

## Wirtschaft
Noch in der frühen Neuzeit lebten die Bewohner des Ortes in hohem Maße als Selbstversorger von den Erträgen ihrer Felder und Hausgärten. Außerdem wurde Viehzucht (v. a. Schafe, Ziegen und Schweine) betrieben; Esel wurden als Tragtiere gehalten. Dieser Zustand änderte sich erst mit dem Ausbau der Infrastruktur im 20. Jahrhundert. Heute dominieren  Oliven- und Mandelbaumplantagen sowie der Anbau von Gartenbohnen. Im Ort selbst haben sich Kleinhändler, Handwerker und Dienstleister aller Art angesiedelt. Seit den 1960er Jahren spielt der innerspanische Tourismus in Form der Vermietung von Ferienwohnungen (casas rurales) eine immer größer werdende Rolle.

## Geschichte
Prähistorische, römische und westgotische Funde fehlen; die Gründung der Orte erfolgte wahrscheinlich im 8. Jahrhundert durch Berber aus Nordafrika, auf die auch der Terrassenfeldbau mit seiner ausgeklügelten Bewässerungstechnik zurückgeht. Nach dem Ende des Kalifats von Córdoba (um 1020) übernahmen die Ziriden von Granada die Macht, die sie jedoch wenig später an die berberischen Almoraviden und Almohaden abtreten mussten. Als Teil des Emirats von Granada blieb das Bergland der Alpujarras bis etwa zum Jahr 1490 islamisch, doch auch danach gab es immer wieder Aufstände gegen die Rückeroberungsbestrebungen (reconquista) der Christen. Mit dem Alhambra-Edikt (1492) der Katholischen Könige begann die Vertreibung der Juden in Spanien; nach den Moriskenaufständen der Jahre 1499 bis 1501 und 1568 bis 1571 wurden die letzten Muslime zu Beginn des 17. Jahrhunderts ebenfalls ausgewiesen.

## Sehenswürdigkeiten
Mecina Bombarón

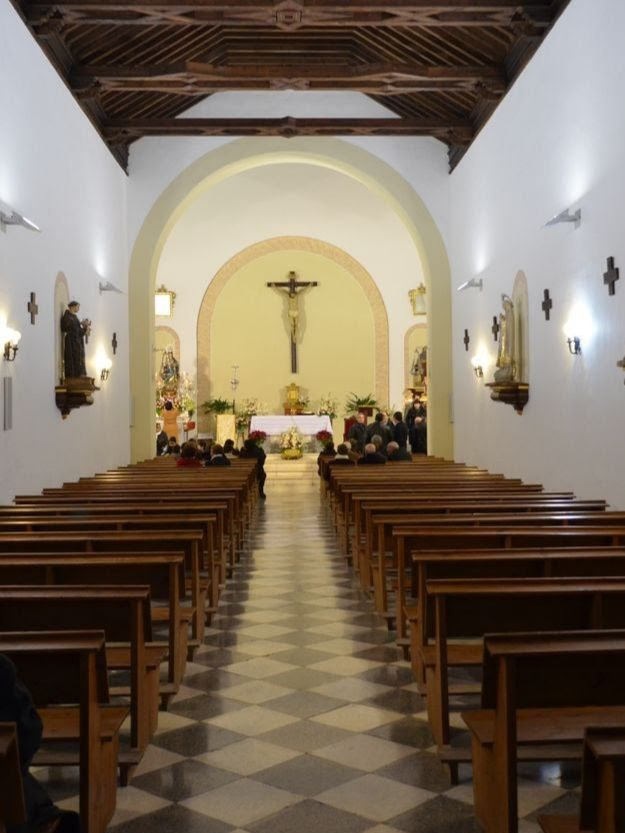
Yegen – Kirche

- Einige Gassen des Ortes sind in berberischer Manier (z. B. Icht, Marokko) teilweise überbaut (tinaos). Die zumeist aus Bruchsteinen gebauten flachgedeckten Häuser und selbst die Kirche sind verputzt und weiß getüncht.
- Die Iglesia de San Miguel Arcangel  war ein Bau aus dem 16. Jahrhundert, der jedoch in der Zeit der Moriskenaufstände zerstört wurde. Die heutige Kirche stammt aus dem 18. Jahrhundert; sie wird von einem Glockenturm (campanario) überragt.
- In der Nähe des Ortes quert eine ursprünglich vielleicht römische (puente romano), in ihrem heutigen Zustand jedoch eher mittelalterliche Brücke das Flüsschen Adra.[6]

Yegen
- Die Iglesia del Dulce Nombre del Niño Jesús wird von einem zweigeteilten Glockengiebel (espadaña) überhöht. Das Kirchenschiff wird von einer Artesonado-Decke mit Zugbalken überspannt.